# Мидделкерке
Мидделкерке (фр. Middelkerke, нидерл. Middelkerke) — [коммуна] в провинции Западная Фландрия Бельгии, на берегу Северного моря, к западу от Остенде. В состав муниципалитета входят собственно Мидделкерке, а также Район Вестенде и деревни Леффинге, Ломбардсийде, Маннекенсвере, Шоре, Синт-Питерс-Капелле, Слайпе и Вильскерке. На 1 января 2006 года в Мидделкерке проживало 17 841 человек, а на 1 января 2018 — 19 371 человек. Общая площадь составляет 75,65 км², что даёт плотность населения 236 человек на км2.
В Мидделкерке каждый февраль проводится велокросс Noordzeecross, который является одним из этапов бельгийско-нидерландского соревнования Superprestige.

## История
Город раньше находился на острове Терстеп, а название произошло из-за нахождения на острове от нидерландских слов middel и kerke что означает средний или посередине, и церковь.
Первое упоминание о Мидделкерке относится к 1218 году. До 1876 года это было в основном фермерское поселение.
В 1902 году Миддлкерке стал первым муниципалитетом в мире, в котором питьевая вода была обеззаражена путем непрерывного хлорирования.